# Sylvana Tomaselli
Sylvana Palma Windsor, condesa de St. Andrews (nacida Sylvana Palma Tomaselli, 28 de mayo de 1957), es esposa de Jorge Windsor, conde de St. Andrews, hijo mayor y heredero del príncipe Eduardo, duque de Kent. Lady St. Andrews nació en Placentia, Terranova y Labrador, hija de Maximilian Karl Tomaselli, de Salzburgo, y Josiane Preschez. Lady St. Andrews se casó en primeras nupcias con John Paul Jones, hijo del capitán Geoffrey Jones, de Barbados, el 25 de diciembre de 1977 en Vancouver, se divorciaron en 1981.

## Matrimonio y descendencia
Tomaselli se casó en segundas nupcias con Lord St. Andrews en Leith, el 9 de enero de 1988. Según los términos del Acta de Establecimiento, siendo ella católica, su esposo no se encuentra en la línea de sucesión a los estados de la Commonwealth. Lord y Lady St. Andrews tienen tres hijos: Eduardo Windsor, Lord Downpatrick, Lady Marina-Charlotte Windsor y Lady Amelia Windsor. Lord Downpatrick fue recibido en la Iglesia católica en mayo del 2003, por lo que formalmente renunció a su derecho al Trono. Lady Marina-Charlotte fue recibida en la Iglesia católica en el 2008 y también perdió su posición en la sucesión al Trono. De sus tres hijos, solo Lady Amelia (que no pertenece a la Iglesia Católica) se encuentra aún en la sucesión a la Corona.

## Carrera profesional
Lady St. Andrews es académica, historiadora y miembro del St John's College de Cambridge.En la actualidad es miembro de Studies in History Part I and Social & Political Sciences en la Universidad de Cambridge. Ha sido elegida miembro de la Royal Historical Society.

## Títulos y estilos
- 1957–1977: Srta. Sylvana Palma Tomaselli.

- 1977–1981: Sra. John Paul Jones.

- 1981–1988: Sra. Sylvana Jones.

- 1988– : Lady Jorge Windsor, condesa de St. Andrews.